# Kevin Chávez
Kevin Alejandro Chávez Banda (Città del Messico, 9 luglio 1991) è un tuffatore messicano naturalizzato australiano.

## Biografia
Ha studiato marketing presso l'Universidad del Valle de Mexico.
Per la nazionale messicana ha partecipato ai Mondiali di Barcellona 2013 dove ha vinto la medaglia di bronzo nel trampolino 1 metro.
Ha rappresentato l'Australia ai Giochi olimpici di Rio de Janeiro 2016, classificandosi ventiseiesimo nella gara dei tuffi dal trampolino 3 metri.

## Palmarès
- Mondiali

Barcellona 2013: bronzo nel trampolino 1 m